# چقدر وقت داری؟
چقدر وقت داری؟ تله فیلمی به کارگردانی منوچهر صفرخانی است که در سال ۱۳۹۳ از رسانه خانگی پخش شد.

## خلاصه داستان
سیروس و جمشید دو باجناغ و رفیق قدیمی هستند که هرکدام معتقدند دیگری شیطان را درس می‌دهد. آنها به تازگی وارد دنیای تجارت شده و سرمایه‌گذاری کلانی برای واردات کالا کرده‌اند که مرگ ناگهانی سیروس در ابتدای داستان، زندگی را برای جمشید تیره و تار می‌کند و ...